# Neil Dudgeon
Neil Dudgeon (Doncaster, 2 gennaio 1961) è un attore britannico.

## Biografia
Ha completato la sua formazione da attore presso l'università di Bristol dal 1979 al 1982. 
Dal 2010 sostituisce John Nettles nel ruolo principale della serie televisiva L'ispettore Barnaby.
È sposato con la produttrice di BBC Radio Mary Peate, con la quale ha due figli.

## Filmografia

### Cinema
- Prick Up - L'importanza di essere Joe (Prick Up Yours Ears), regia di Stephen Frears (1987)
- La casa del destino (Fools of Fortune), regia di Pat O'Connor (1990)
- Le donne non sono tutte uguali (Different for Girls), regia di Richard Spence (1996)
- It Was an Accident, regia di Metin Hüseyin (2000)
- Che pasticcio, Bridget Jones! (Bridget Jones: The Edge of Reason), regia di  Beeban Kidron (2004)
- Son of Rambow - Il figlio di Rambo (Son of Rambow), regia di Garth Jennings (2007)

### Televisione
- ScreenPlay – serie TV, 2 episodi (1987-1990)
- London's Burning – serie TV, 1 episodio (1987)
- Piece of Cake – miniserie TV, 6 puntate (1988)
- Lovejoy – serie TV, 1 episodio (1991)
- Common as Muck – serie TV, 12 episodi (1994-1997)
- Ispettore Morse (Inspector Morse) – serie TV, 1 episodio (1995)
- Murder in Mind – serie TV, 1 episodio (2002)
- Sherlock Holmes ed il caso della calza di seta (Sherlock Holmes and the Case of the Silk Stocking), regia di Simon Cellan Jones – film TV (2004)
- Coming Up – serie TV, 1 episodio (2007)
- Roman's Empire – serie TV, 4 episodi (2007)
- Coming Down the Mountain, regia di Julie Anne Robinson – film TV (2007)
- Testimoni silenziosi (Silent Witness) – serie TV, 2 episodi (2008)
- Survivors – serie TV, 1 episodio (2008)
- Life of Riley – serie TV, 20 episodi (2009-2011)
- L'ispettore Barnaby (Midsomer Murders) – serie TV (2010-)
- Storie in scena (Playhouse Presents) – serie TV, 1 episodio (2013)

## Doppiatori italiani
Nelle versioni in italiano delle opere in cui ha recitato, Neil Dudgeon è stato doppiato da:
- Ambrogio Colombo in Sherlock Holmes ed il caso della calza di seta
- Massimo Rossi in L' Ispettore Barnaby